# Saint-Ouen-du-Breuil
Saint-Ouen-du-Breuil település Franciaországban, Seine-Maritime megyében. Lakosainak száma 906 fő (2022. január 1.). Saint-Ouen-du-Breuil Beautot, Le Bocasse, Butot, Gueutteville és Hugleville-en-Caux községekkel határos.

## Népesség
A település népessége az elmúlt években az alábbi módon változott:
| Lakosok száma | 778  | 779  | 792  | 778  | 777  | 783  | 816  | 889  | 906  |
|               | 2013 | 2015 | 2016 | 2017 | 2018 | 2019 | 2020 | 2021 | 2022 |